# Acostagem

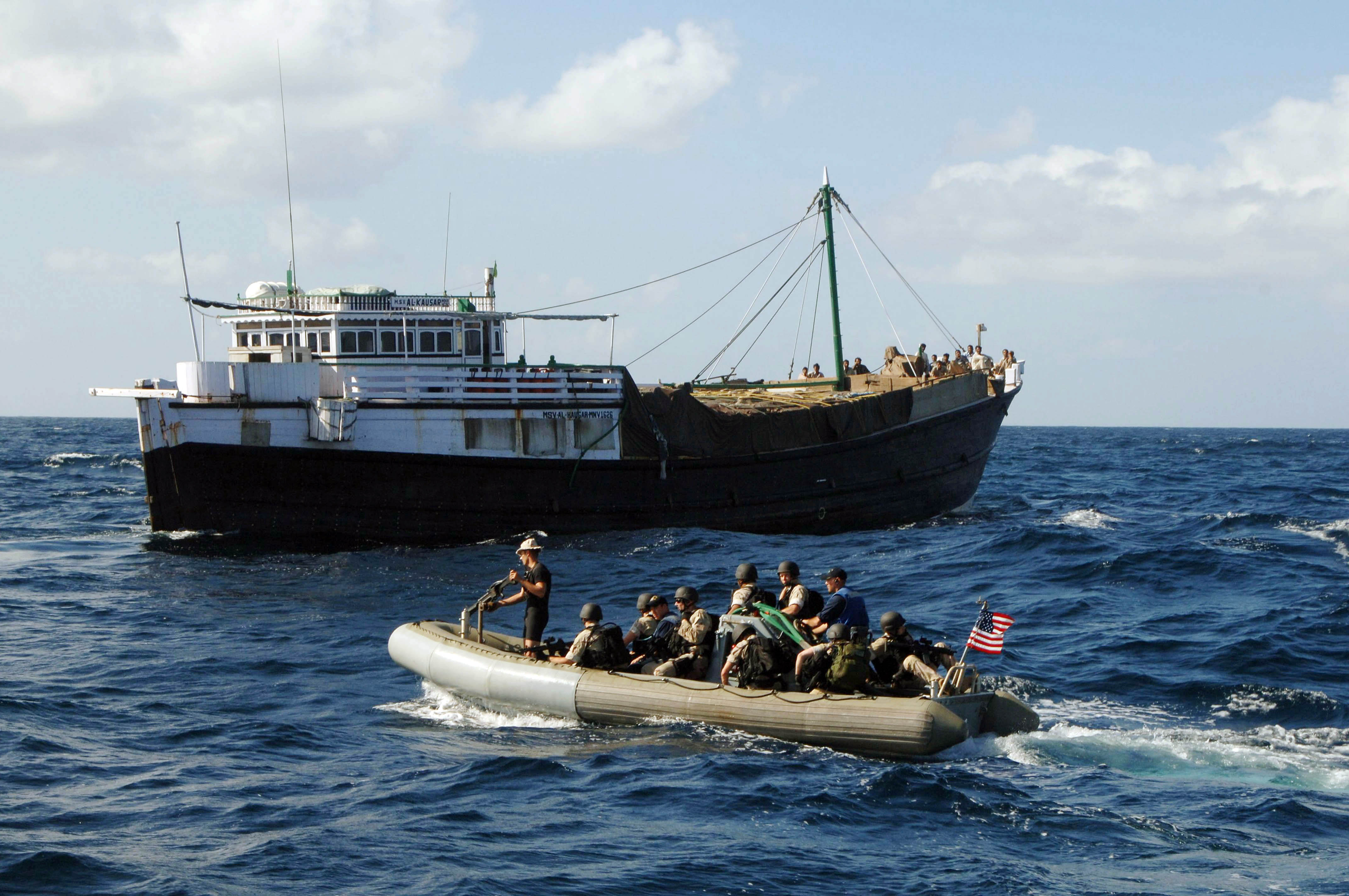
Embarcação norte-americana preparando-se para atracar junto a um boutre

Acostagem ou Atracação  é a manobra necessária para se aproximar de um cais ou de uma embarcação. Imediatamente a seguir faz-se a amarração que consiste em prender a nave ao cais ou à outra embarcação e mesmo se estão intimamente ligadas, a atracação e a amarração não são sinónimos.
A operação contrária à atracação é o desatracar  ou seja desencostar e afastar-se do cais ou de outro embarcação a que se este esteja atracado.
Nenhum destes termos deve ser comparado com  abordagem que é um técnica naval de guerra.

## Ligações Externas
- «Manobras de acostagem» (em francês) - Outubro 2011